# Spirotrichea
Spirotrichia
Infra-embranchement
Classe
Les Spirotrichea, uniques représentants de l'infra-embranchement des Spirotrichia, sont une classe de protistes de l'embranchement des Ciliés (Ciliophora).

## Liste des ordres
Selon GBIF (11 février 2023) :
- Kiitrichida
- Licnophorida
- Odontostomatida
- Phacodiniida
- Protocruziida

Selon l'AlgaeBase (11 février 2023) :
- Choreotrichia Small & Lynn, 1985
- Choreotrichida
- Tintinnida Kofoid & Campbell, 1929

Selon le World Register of Marine Species (11 février 2023)
- Euplotida
- Kiitrichida
- Licnophorida
- Protocruziida
- Sporadotrichida
- Stichotrichida
- Tintinnida Kofoid & Campbell, 1929
- Urostylida

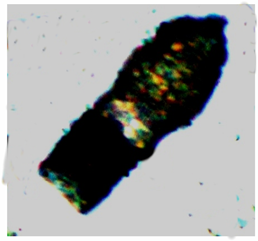
Tintinnopsis sulfata (Codonellidae).
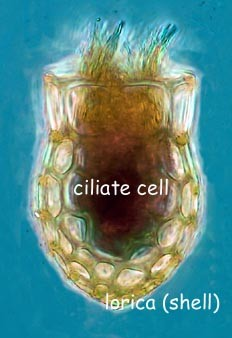
Dictyocysta mitra (Tintinnida).
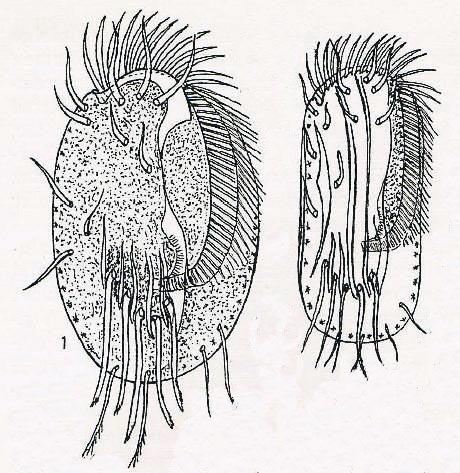
Euplotes harpa (Euplotidae).
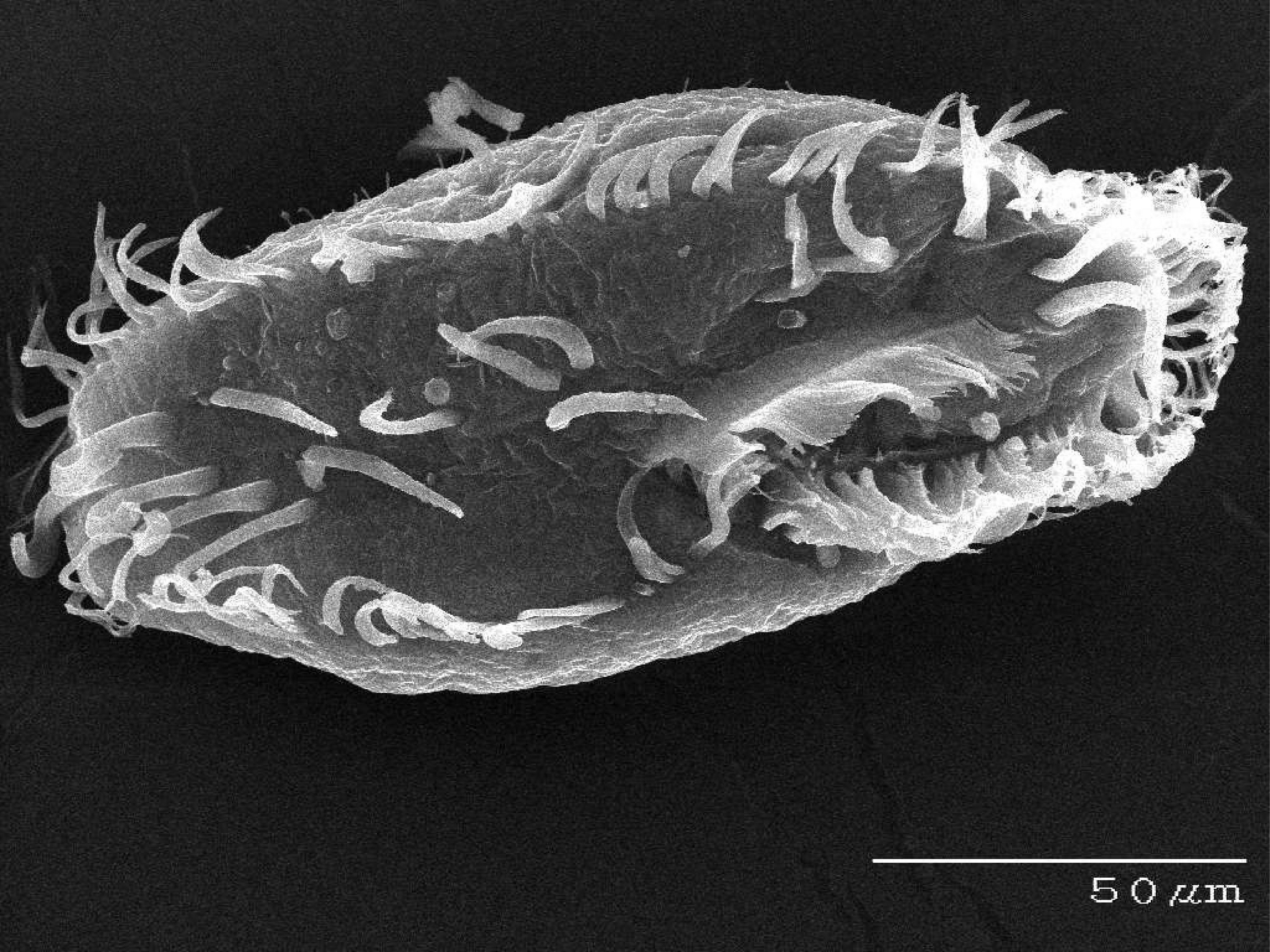
Oxytricha trifallax (Oxytrichidae).
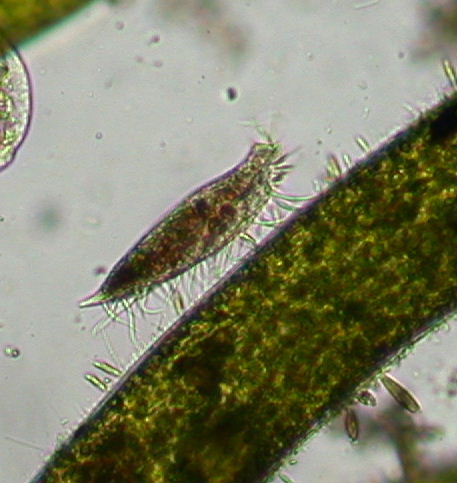
Stylonychia sp. (Oxytrichidae).
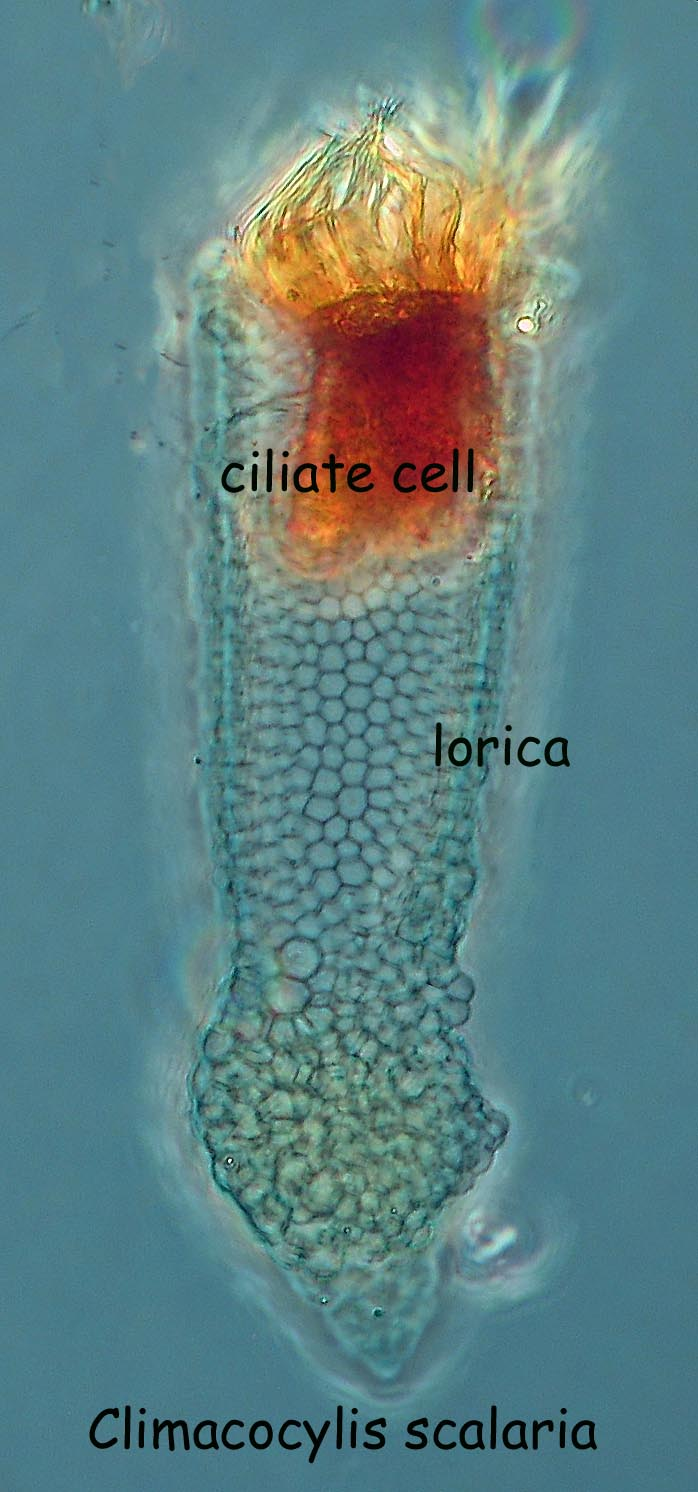
Climacocylis sp. (Metacylididae).
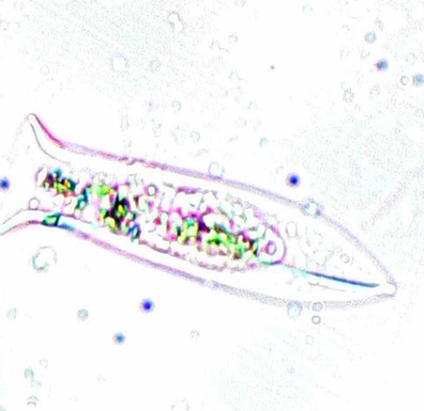
Amphorella sp. (Tintinnidae).

## Systématique
Le nom valide complet (avec auteur) de ce taxon est Spirotrichea Bütschli, 1889.
C'est aussi dans ce groupe que l'on range souvent les calpionelles, des fossiles très abondants au Crétacé, qui appartiennent, selon GBIF (11 février 2023), à la classe des Oligotrichea, l'ordre de Oligotrichida et la famille des Calpionellidae.